# Традиционални морал
Традиционални морал је морал који се заснива на обичајима, односно традицији. Овај тип моралности се у ствари, практично изједначава са обичајима.

## Примери
Овај тип моралности се, пре свега, везује за патријархална друштва, која се на пример у Србији могу наћи у руралним срединама. У оваквом друштву се строго поштује традиција, па је „домаћин“ тај који води главну реч, први се позива на крсну славу и он је тај који сече обредни хлеб Бадње вечери. Такође, традиција налаже и хијерархију у кући, па се тако највише цени прворођени син, па онда његова браћа и на крају сестре. Традиција налаже и да су сродници по „мушкој линији“ важнији од оних „по женској“, па се више цени стриц од ујака. У Јапану је највећа светиња приврженост родитељима и човек који би их напустио због жене, био би чак искључен из друштва. Филм „Кум“ између осталог, илуструје и статус кума међу италијанским народом.